# Chiêm tinh học và thiên văn học
Chiêm tinh học và thiên văn học được xét là có cùng nhau về mặt lịch sử (tiếng Latinh: astrologia) và chỉ được phân biệt thành hai lĩnh vực khác nhau vào thế kỷ 17 (Thời đại Lý tính) với sự phủ nhận dành cho chiêm tinh học. Trong suốt hậu kỳ thời kỳ Trung Cổ, thiên văn học có thể dựa vào nền tảng mà chiêm tinh học tạo ra.
Từ thế kỷ 18, các nhà khoa học bắt đầu củng cố việc tách hai lĩnh vực này thành hai môn nghiên cứu riêng biệt. Trong khi thiên văn học là môn nghiên cứu về các vật thể và các hiện tượng bên ngoài Trái Đất và là một môn khoa học và là một môn được nghiên cứu rộng rãi thì chiêm tinh học sử dụng những vị trí tạm thời của các vật thể đẻ đưa ra những dự đoán về các sự kiện trong tương lai, chỉ là một thứ dự đoán và là một thứ giả khoa học với không có giá trị khoa học nào.

## Tổng quan

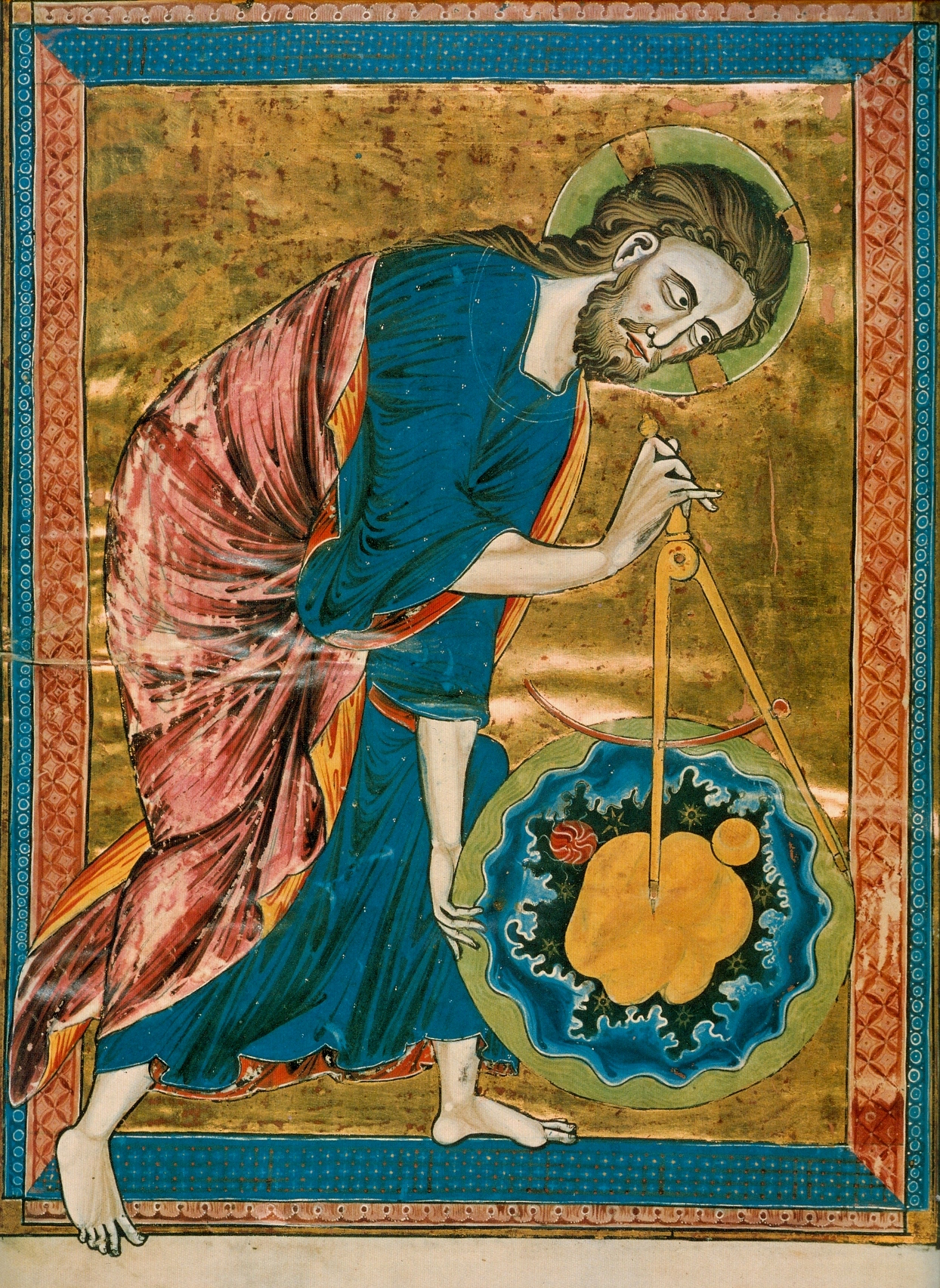
Khoa học lúc đầu, đặc biệt là hình học và thiên văn học/chiêm tinh học (astronomia), được liên kết với thần học cho hầu hết học giả thời trung cổ. The đường vòng trong bản viết vào thế kỷ 13 này là biểu tượng của hành động của chúa về sáng thế sáng thế, và nhiều người tin rằng nó là thần học về bản chất hay một cách hoàn hảo nó có thể được tìm thấy trong các đường tròn.

### Babylon
Tại Babylonia, không có vai trò tách biệt cho các nhà thiên văn học với vai trò nhà tiên tri về các hiện tượng vũ trụ. Những nha chiêm tinh lại đóng vai trò diễn giải. Những chức năng khác nhau được thực hiện bởi cùng một người. Nhưng điều đó không có nghĩa là chiêm tinh học và thiên văn học là một trong mọi lúc.
Đối với tử vi Babylon các từ được sử dụng là apotelesma và katarche. Sau đó cả hai từ này được gộp vào thành một từ của Aristotle: astrologia

### Hy Lạp cổ đại
Ở Hy Lạp cổ đại, những nhà tư tưởng thời Tiền Socrates như là Anaximander, Xenophanes, Anaximenes, Heraclides suy đoán về tự nhiên và thực chất của các vì sao và hành tinh. Các nhà thiên văn học như Eudoxus (người cùng thời với Plato) quan sát chuyển động và quỹ đạo của các hành tinh và thiết kế một mô hình vũ trụ địa tâm sau được chấp nhận bởi Aristotle. Mô hình đó còn duy trì đến thời Ptolemy, người thêm các ngoại luân đê giải thích chuyển động của Hỏa tinh (giật lùi so với Trái Đất nếu quan sát từ Trái Đất). Trong khoảng năm 250 TCN, Aristarchus xứ Samos đã đề xuất một lý thuyết nhật tâm, thứ không được xét đến trong gần hai nghìn năm cho đến thời của Nikolaus Copernicus, trong khi đó mô hình của Aristotle còn được chấp nhận). Trường phái Plato ủng hộ việc nghiên cứu thiên văn học như là một phần của triết học bởi vì chuyển động của các thiên đường thể hiện một vũ trụ trật tự và hài hòa. Trong thế kỷ 3 TCN, chiêm tinh Babylon bắt đầu kết thúc sự tồn tại của nó tại Hy Lạp.
Plato đã dạy về astronomia và cho rằng các hiện tượng hành tinh nên được mô tả bằng một mô hình hình học. Giải pháp đầu tiên được đề xuất bởi Eudoxus. Trong khi đó, Aristotle lại ưa cách tiếp cận vật lý hơn và chấp nhận từ astrologia. Tâm sai và ngoại luân được nghĩ tớ như là điều tưởng tượng hữu dụng. Để có sự công khai tổng quát hơn, nguyên lý phân loại đã không được cho là hiển nhiên và cả hai từ đều được chấp nhận. 

### Thời kỳ Hy Lạp hóa
Chiêm tinh học đã bị chỉ trích bởi các nhà triết học Hy Lạp hóa như Carneades, nhà triết học của chủ nghĩa hoài nghi, và Panaetius, nhà triết học của chủ nghĩa khắc kỷ. Tuy nhiên, những ghi chép về Năm Vĩ đại (khi tất cả các hành tinh đều hoàn thành quỹ đạo của mình và trở lại vị trí cân xứng của mình) và sự trở lại thường xuyên là các học thuyết khắc kỷ tạo nên định mệnh một cách có thể.
Trong thế giới Hy Lạp hóa, các từ tiếng Hy Lạp astrologia và astronomia được sử dụng có thể thay thế cho nhau. nhưng chúng là những quan niệm khá nhac chứ không phải mô tả cho cùng một thứ. 

### Thời kỳ Trung Cổ
Trong tác phẩm mang tính tổng hợp Etymologiae, Isidore xứ Sevilla đã lưu ý rõ ràng sự khác biệt giữa hai thuật ngữ thiên văn học và chiêm tinh học (Etymologiae, quyển III, chương xxvii). Và sự phân biệt đã xuất hiện sau đó trong các tác phẩm viết bằng tiếng Ả Rập. Isodore đã xác định hai hai thành phần vướng vào trong chuyên môn thiên văn học và gọi chúng là astrologia naturalis và astrologia superstitiosa
Chiêm tinh học đã được chấp nhận rộng rãi trong châu Âu Trung Cổ như là một lĩnh vực thiên văn từ các nhà chiêm tinh Hy Lạp và Ả Rập. Trong hậu kỳ thời kỳ Trung Cổ, chấp nhận hay phủ nhận điều đó phụ thuộc sự thu nhận trong các công quốc hoàng gia tại châu Âu. 

### Những khoảng thời gian tiếp theo
Phải dến thời Francis Bacon, chiêm tinh học bị phủ nhận như là một phần của siêu hình học kinh viện hơn là quan sát thực nghiệm.
Một sự phân chia rõ ràng hơn giữa thiên văn học và chiêm tinh học trong thế giới phương Tây dần dần tìm dược chỗ đứng trong thế kỷ 17 và thế kỷ 18. Vào lúc này, chiêm tinh học được nghĩ đến như là một môn học huyền bí hay là sự mê tín của giới tinh hoa.
Bởi vì lịch sử dài dằng dặc của hai lĩnh vực này, tỉnh thoảng chúng bị nhầm lẫn với nhau. Nhưng, nhiều nhà chiêm tinh học đương thời lại không tuyên bố nó là một môn khoa học mà cho đó là một hình thức của sự tiên đoán giống như Kinh Dịch, một thứ nghệ thuật, hoặc là một phần của một hệ thống niềm tin tinh thần (chịu ảnh hưởng của Chủ nghĩa Tân Platon, Tân tà giáo, thuyết thần trí và Ấn Độ giáo).

## Những đặc tính phân biệt

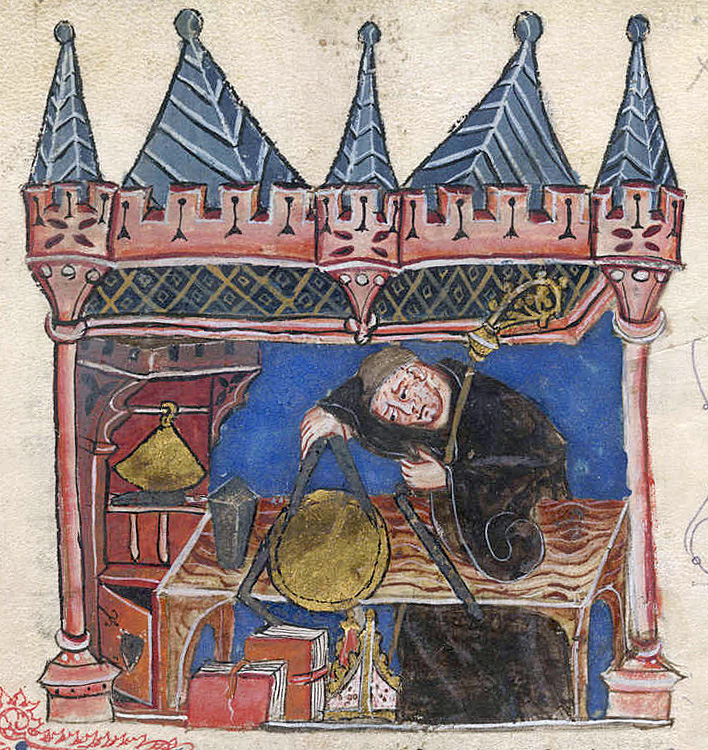
Nhà thiên văn-nhà chiêm tinh Richard of Wallingford đang đo đạc equatorium với một cặp đường. Tranh thế kỷ 14

### Phương pháp làm việc
Mục tiêu cơ sở của thiên văn học là để hiểu vật lý của vũ trụ. Các nhà chiêm tinh học sử dụng các tính toán của thiên văn cho vị trí của các vật thể vũ trụ như trong nguyệt thực và cố gắng liên tưởng đến các hiện tượng thiên văn (khía cạnh thiên văn, vị trí chỉ dấu) với các sự kiện và vụ việc của con người trên Trái Đất. Các nhà thiên văn học kiên định sử dụng phương pháp khoa học, giả định hợp với tự nhiên và lý lẽ toán học trừu tượng để điều tra hay giải thích hiện tượng trong vũ trụ. Các nhà chiêm tinh học sử dụng lý lẽ tôn giáo hay huyền bí cũng như văn học dân gian, chủ nghĩa tượng trưng và mê tín gắn với những tiên đoán toán học để giải thích các hiện tượng trong vũ trụ. Các phương pháp toán học không được sử dụng bởi các nhà chiêm tinh học một cách kiên định.

### Cách nhìn nhận về vũ trụ
Các nhà chiêm tinh học sử dụng môn học của mình với vị thế của thuyết địa tâm và họ xét vũ trụ là một hệ hài hòa, không thay đổi và tĩnh. Trong khi đó các nhà thiên văn học sử dụng phương pháp khoa học để xác định rằng vũ trụ không có một trung tâm nào và năng động, bằng chứng cụ thể là thuýet Big Bang.

### Suy nghĩ về các vì sao và hành tinh
Các nhà chiêm tinh học tin rằng vị trí của các vì sao và các hành tinh xác định tính cách và tương lai của một cá nhân. Các nhà thiên văn học nghiên cứu về các vì sao và hành tinh, nhưng không thấy bằng chứng ủng hộ lý thuyết của các nhà chiêm tinh. Các nhà tâm lý học nghiên cứu tính cách và khi có nhiều thuyết về tâm lý, không lý thuyết dòng chính nào liên quan đến các vì sao và các hành tinh. (Mô hình tính cách Myers-Briggs dựa trên những tác phẩm của Carl Jung có bốn yếu tố tương xứng với các yếu tố vũ trụ: lửa, không khí, đất và nước. Lý thuyết này được sử dụng bởi các nhân viên tư vấn và các giáo viên đời sống chứ không bởi các nhà tâm lý học).

### Suy nghĩ về Trái Đất
Cả các nhà thiên văn học và chiêm tinh học đều nhìn nhận Trái Đất là một phần của vũ trụ, và cả hai có một mối liên hệ rộng lớn trong sự hài hòa. Tuy nhiên, những nhà chiêm tinh học mô tả bằng triết học và huyền bí rằng sự hài hòa có một tính chất siêu thiên nhiên, đa vật thể và tiên đoán, thứ có thể ảnh hưởng đến các sự kiện trên thế giới và cuộc sống cá nhân của mọi người. Các nhà thiên văn học, với vai trò là thành viên của khoa học, chẳng thể sử dụng trong những giải thích khoa học của mình một điều rằng những giải thích đó không bắt nguồn từ những điều kiện có thể sinh ra với kinh nghiệm, không liên quan đến sự kết luận của họ.

## Quá trình phân loại trong lịch sử

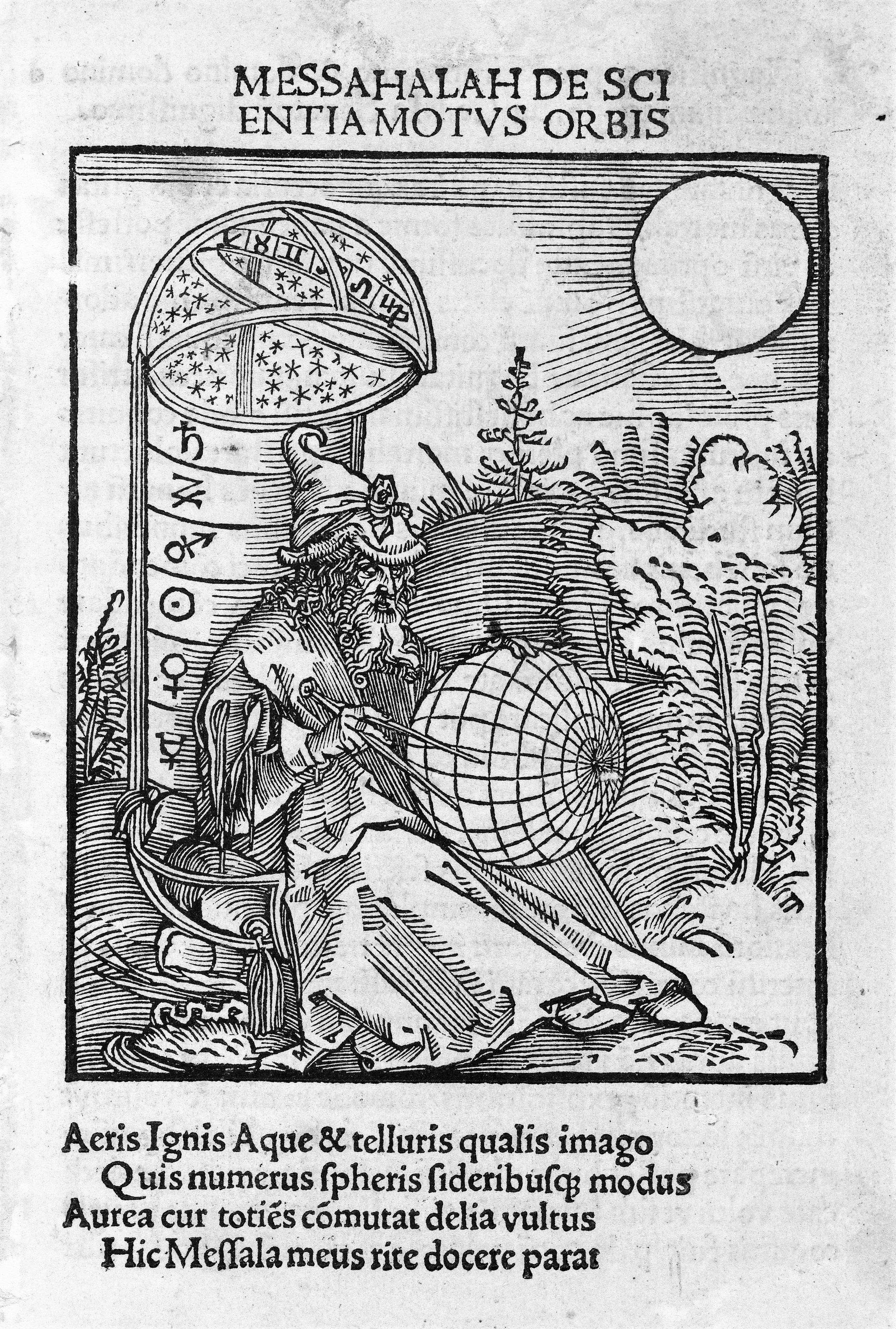
Một bức chạm bởi Albrecht Dürer kết hợp với Mashallah, từ trang tiêu đề của De scientia motus orbis (Phiên bản tiếng Latin với bản khắc, 1504). Cũng giống như nhiều sự minh họa thời trung cổ, the đường vòng ở đây là một biểu tượng của tôn giáo cũng như khoa học trong sự ám chỉ đến Chúa như là kiến trúc sư của tạo hóa

Trong một thời gian dài, chiêm tinh học sử dụng những nghiên cứu thiên văn rồi từ chính những nghiên cứu đó để làm lịch thiên văn chính xác hơn để sử dụng trong chiêm tinh học. Trong châu Âu Trung Cổ, từ Astronomia thỉnh thoảng được sử dụng để nhấn mạnh cả thiên văn học và chiêm tinh học mà không có sự phân chia rõ ràng (đó chính là một trong những nguồn gốc của 7 môn nghệ thuật tự do. Vua và những người cai trị khác sử dụng các nhà chiêm tinh học để hỗ trợ họ trong các quyết định trong vương quốc của họ, vì thế đã hỗ trợ cho các nghiên cứu thiên văn. Các học sinh trường đại học thảo dược được dạy chiêm tinh học như để sử dụng môn học này trong nghiên cứu thảo dược.
Chiêm tinh học và thiên văn học tách nhau ra từ thế kỷ 17 đến thế kỷ 19. Copernicus không nghiên cứu chiêm tinh học (Và cả thiên văn học kinh nghiệm, công việc của ông mang tính chất lý thuyết). Nhưng hầu hết các nhà thiên văn học quan trọng nhất trước thời Isaac Newton đều là các nhà chiêm tinh học có chuyên môn: Tycho Brahe, Johannes Kepler và Galileo Galilei.
Có sự thích đáng là sự phát triển của các thiết bị đo thời gian tốt hơn, lúc đầu để hỗ trợ cho hàng hải. Sau đó, có lẽ những thiết bị này được sử dụng để phục vụ cho những tiên đoán thiên văn học. Những tiên đoán này có thể đã được kiểm tra và đã được chứng minh một cách kiên định rằng chúng sai. Vào cuối thế kỷ 18, thiên văn học đã trở thành một trong những môn khoa học lớn của thời kỳ Khai sáng, sử dụng các phương pháp khoa học đã được mã hóa, và trở nên khác biệt với chiêm tinh học.